# Protochthebius satoi
Protochthebius satoi är en skalbaggsart som beskrevs av Perkins 1997. Protochthebius satoi ingår i släktet Protochthebius och familjen vattenbrynsbaggar. Inga underarter finns listade i Catalogue of Life.